# Schwad

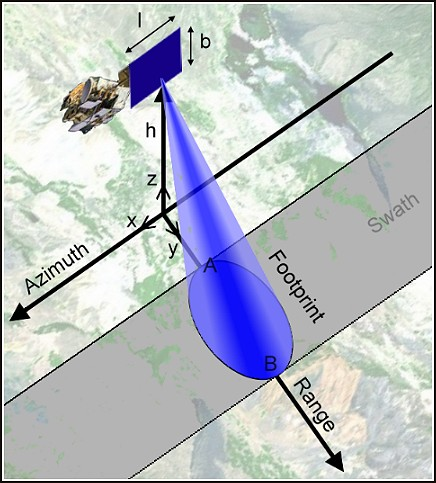
Schwad eines Radarsatelliten

Mit Schwad wird in der Fernerkundung der Aufnahmestreifen eines Satelliten bezeichnet.
Die Schwadbreite wird auf der Erdoberfläche senkrecht zur Flugbahn in Kilometern gemessen. Sie ist u. a. abhängig von der Flughöhe sowie der geometrischen Auflösung und Größe der Scannereinheit.
Satelliten mit oberflächennahen Umlaufbahnen (engl. Low Earth Orbit, LEO), die hochauflösende Bilder erzeugen, haben typischerweise eine Schwadbreite von 10 bis 20 km. Hingegen decken geostationäre Satelliten meist fast eine gesamte Erdhalbkugel ab.
Die Schwadbreite steht in engem Zusammenhang mit der Wiederholrate: je schmaler der Schwad, desto geringer ist in der Regel auch die Wiederholrate.